# Антим IV Константинополски
Антим IV Константинополски (на гръцки: Άνθιμος Δ΄) е православен духовник, вселенски патриарх в Цариград от 3 март 1840 до 18 май 1841 година и от 30 октомври 1848 до 11 ноември 1852 година.

## Биография
Роден е в Цариград около 1785 година. В края на века преподава в гръцкото училище в Бешикташ (Диплокионио). В 1815 година е ръкоположен за дякон. След това той служи като велик архидякон на Вселенската патриаршия и след като е ръкоположен за презвитер, е назначен за велик протосингел на Патриаршията. През октомври 1825 година е ръкоположен за иконийски митрополит, а през септември 1835 година става митрополит на Лариса, а през август 1837 година - митрополит на Никомидия. След това Антим става вселенски патриарх. На 6/18 май 1841 година е принуден да подаде оставка от султан Абдул Меджит I. На 19/30 октомври 1848 година за втори път е избран за вселенски патриарх. По време на второто му управление на 29 юни 1850 година Църквата на Гърция е провъзгласена за автокефална с патриаршески и синодален томос. На 30 октомври/11 ноември 1852 година подава оставка. Той се установява на Принцовия остров, където умира на 8/20 юни 1878 година.